# Sidéradougou
Sidéradougou est une commune rurale située dans le département de Sidéradougou, dont elle est le chef-lieu, de la province de Comoé dans la région des Cascades au Burkina Faso.

## Géographie
La commune est traversée par la route nationale 11. Sidéradougou est situé à une soixantaine de kilomètres de Banfora 

## Histoire
Louis-Gustave Binger y entre le mardi 3 avril 1888. Il écrit : « Le village, qui est très grand, semblait désert ; pas un habitant ne circulait aux environs et je ne trouvai personne à qui demander seulement de l'eau ou à acheter des vivres ». Quelque temps plus tard, il y est reçu très hostilement par le fils du chef du village, le père refusant de le rencontrer.
Le village de Sidéradougou tire son nom du fondateur du village qui avait pour nom Sidari et aussi de la langue dioula <<si dari dougou>> qui signifie : on demande longue vie dans la ville où la ville de Sidari. Cependant d'autres diront sigui dari dougou qui veut aussi dire :on demande de la place pour s'installer.

## Éducation et santé
La commune accueille un centre de santé et de promotion sociale (CSPS).